# Walter Sachs
Pour les articles homonymes, voir Sachs.
Temple de la renommée allemand : 1988
Walter Sachs (né le 15 février 1891, décès après 1930) est un joueur professionnel allemand de hockey sur glace.

## Carrière
Walter Sachs fait toute sa carrière au Berlin SC. Il est champion d'Allemagne en 1913, 1914, 1920, 1921, 1923, 1924, 1925, 1926, 1928, 1929 et 1930.
Walter Sachs a neuf sélections avec l'équipe nationale. Il participe aux Jeux olympiques de 1928 à Saint-Moritz et aux championnats d'Europe 1927, où l'Allemagne remporte la médaille de bronze et 1929.